# Miami Dolphins 2001
La stagione 2001 dei Miami Dolphins è stata la numero 36 della franchigia, la trentaduesima nella National Football League. Fu la sesta stagione consecutiva che i Dolphins chiusero con un saldo di vittorie positivo.

## Scelte nel Draft 2001
| Giro | Scelta | Giocatore        | Ruolo          | College       |
| 1    |        | Jamar Fletcher   | Defensive Back | Wisconsin     |
| 2    |        | Chris Chambers   | Wide Receiver  | Wisconsin     |
| 3    |        | Travis Minor     | Running Back   | Florida State |
| 3    |        | Morlon Greenwood | Linebacker     | Syracuse      |
| 5    |        | Shawn Draper     | Tackle         | Alabama       |

Fonte:

## Calendario
| Turno | Data               | Avversario             | Risultato          | Punti Dolphins     | Punti avv.         | Record             | Pubblico           |                    |
| 1     | 09/09/01           | @ Tennessee Titans     | V                  | 31                 | 23                 | 1–0                | 68.798             |                    |
| 2     | 23/09/01           | Oakland Raiders        | V                  | 18                 | 15                 | 2–0                | 73.404             |                    |
| 3     | /3009/01           | @ St. Louis Rams       | S                  | 10                 | 42                 | 2–1                | 66.046             |                    |
| 4     | 07/10/01           | New England Patriots   | V                  | 30                 | 10                 | 3–1                | 72.713             |                    |
| 5     | 14/10/01           | @ New York Jets        | S                  | 17                 | 21                 | 3–2                | 78.823             |                    |
| 6     | Settimana di pausa | Settimana di pausa     | Settimana di pausa | Settimana di pausa | Settimana di pausa | Settimana di pausa | Settimana di pausa | Settimana di pausa |
| 7     | 28/10/01           | @ Seattle Seahawks     | V                  | 24                 | 20                 | 4–2                | 59.108             |                    |
| 8     | 04/11/01           | Carolina Panthers      | V                  | 23                 | 6                  | 5–2                | 72.597             |                    |
| 9     | 11/11/01           | @ Indianapolis Colts   | V                  | 27                 | 24                 | 6–2                | 57.127             |                    |
| 10    | 18/11/01           | New York Jets          | S                  | 0                  | 24                 | 6–3                | 74.259             |                    |
| 11    | 25/11/01           | @ Buffalo Bills        | V                  | 34                 | 27                 | 7–3                | 73.063             |                    |
| 12    | 02/12/01           | Denver Broncos         | V                  | 21                 | 10                 | 8–3                | 73.938             |                    |
| 13    | /10/1201           | Indianapolis Colts     | V                  | 41                 | 6                  | 9–3                | 73.858             |                    |
| 14    | 16/12/01           | @ San Francisco 49ers  | S                  | 0                  | 21                 | 9–4                | 68.223             |                    |
| 15    | 22/12/01           | @ New England Patriots | S                  | 13                 | 20                 | 9–5                | 60.292             |                    |
| 16    | 30/12/01           | Atlanta Falcons        | V                  | 21                 | 14                 | 10–5               | 73.559             |                    |
| 17    | 06/01/02           | Buffalo Bills          | V                  | 34                 | 7                  | 11–5               | 73.428             |                    |
| WC    | 13/01/02           | Baltimore Ravens       | S                  | 3                  | 20                 | 11–6               | 72.251             |                    |